# Nova Zburiivka, Hola Prîstan
Nova Zburiivka (în ucraineană Нова Збур'ївка) este o comună în raionul Hola Prîstan, regiunea Herson, Ucraina, formată numai din satul de reședință.

## Demografie
Componența lingvistică a comunei Nova Zburiivka
     Ucraineană (88,49%)
     Rusă (9,81%)
     Alte limbi (0,57%)
Conform recensământului din 2001, majoritatea populației comunei Nova Zburiivka era vorbitoare de ucraineană (88,49%), existând în minoritate și vorbitori de rusă (9,81%).